# Кушир підводний
Кушир підводний (Ceratophyllum submersum) — вид рослин з родини куширових (Ceratophyllaceae), поширений у Європі, Африці, Азії. Формація куширу підводного занесена до Зеленої книги України.

## Опис
Багаторічна трав'яниста рослина 20–30 см заввишки. Стебло гладке. Листки по 4–8 у кільці, вилчато-3–4-розділені на ниткоподібні, віддалено шипуваті-зубчасті часточки. Плід на краю не крилатий, подовжено-овальний, з 1 тільки верхівковою колючкою. Листки зазвичай світліше зелені, довжиною 2–4 см. Чоловічі квітки діаметром до 2 мм; зрілі пиляки 0.6–0.8 × 0.4–0.7 мм (довжина в 1–1.5 рази більша від ширини). Жіночі сегменти оцвітини зазвичай довші, (1.5)1.8–2 × 0.1–0.3 мм (відносно вузькі, довжина в (5)7–10 більша). Зрілі плоди з верхівковим шипом від менше 1 до 9 мм; поверхня іноді з декількома великими бородавками або шипами.

## Поширення
Природний ареал виду — від Європи до тропічної Африки, Середньої Азії й Аравійського півострова.
В Україні вид зростає в стоячих і повільних водах — майже на всій території, зрідка; у Криму тільки в горах, у заповідно-мисливському господарстві.